# Abbazia di Buckland
L'abbazia di Buckland è una abbazia risalente al XIII secolo nel villaggio di Buckland Monachorum, presso Yelverton, nel Devon, Inghilterra, nota per essere stata di proprietà di Sir Richard Grenville il giovane e di Sir Francis Drake. Fa parte delle proprietà del National Trust.

## Storia
L'abbazia era originariamente un'abbazia cistercense fondata nel 1278 da Amicia, contessa di Devon come filiazione dell'abbazia di Quarr, sull'Isola di Wight. Rimase abbazia consacrata sino alla Dissoluzione dei monasteri in Inghilterra ad opera di Enrico VIII. Nel 1541 fu lo stesso sovrano a venderne la struttura a Sir Richard Grenville il Vecchio (poeta di corte nonché ultimo dei conti marescialli di Calais) il quale, lavorando con suo figlio Sir Roger Greynvile, iniziò a convertire l'abbazia in una residenza signorile, rinominandola Buckland Greynvile. Sir Roger morì nel 1545 e lasciò suo figlio Richard Grenville a completarne i lavori nel 1575–76. Dopo essere stata di proprietà della famiglia per 40 anni, Buckland Greynvile venne venduta da Sir Richard il Giovane a due intermediari nel 1581 i quali lavoravano per il celebre Francis Drake.

Drake visse nella casa per 15 anni come molti suoi discendenti sino al 1946 quando venne venduta ad un proprietario terriero locale, Arthur Rodd, il quale la vendette al National Trust nel 1948.

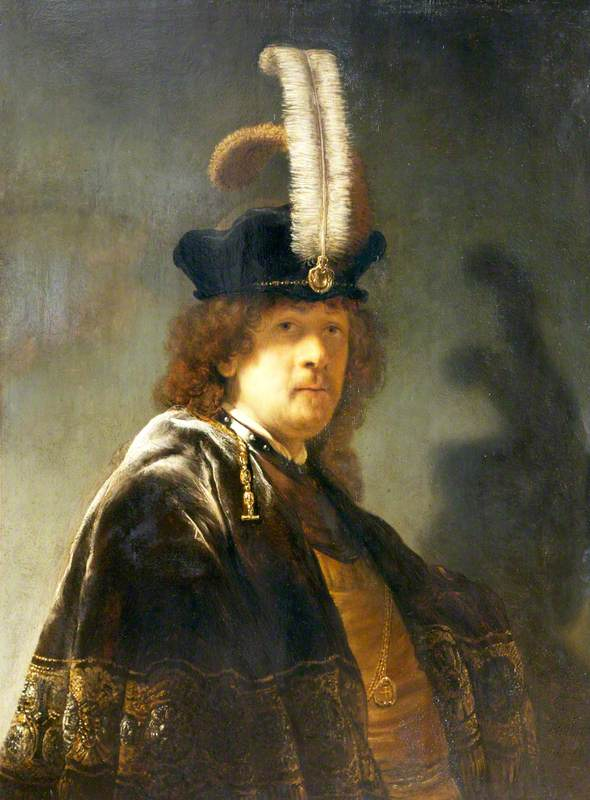
Autoritratto di Rembrandt nel museo locale

La proprietà venne aperta al pubblico nel 1951 sotto la direzione del National Trust con l'assistenza del consiglio cittadino di Plymouth e del Plymouth City Museum and Art Gallery che utilizzò parte dell'abitazione per ospitarvi la propria collezione d'arte, nota in particolare per il "Drake's Drum".
Nel marzo del 2013 un autoritratto qui conservato, dal titolo Autoritratto con cappello con piuma bianca, venne riattribuito a Rembrandt da uno dei massimi esperti del campo, Ernst van de Wetering. Nel giugno del 2014, dopo otto mesi di lavoro all'Hamilton Kerr Institute, l'autenticità del dipinto venne confermata, con un valore stimato di 30 milioni di sterline.

### Gruppo di costume
Il National Trust Costume Group opera all'abbazia di Buckland, creando costumi in uso all'epoca elisabettiana con materiali e metodi tradizionali. Qui è conservato inoltre un costume di Francis Drake completo, basato sul famoso ritratto di Drake conservato alla National Gallery.